# Theromyia
Theromyia is een vliegengeslacht uit de familie van de roofvliegen (Asilidae).

## Soorten
- T. murina (Philippi, 1865)
- T. nana (Pritchard, 1941)
- T. pegnai Artigas, 1970